# Hvalsey

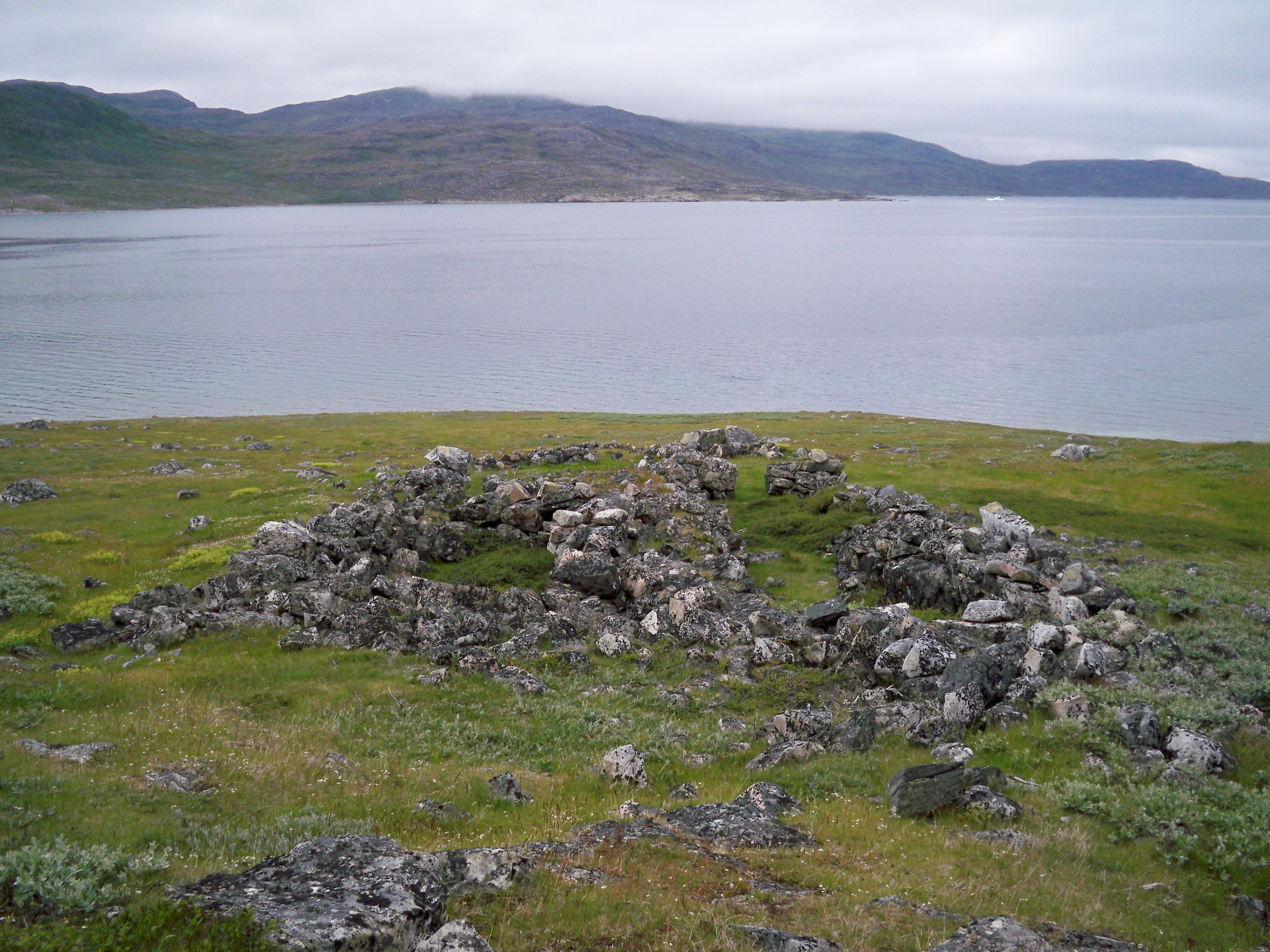
Ruínas em Hvalsey.

Hvalsey ("Ilha da Baleia"; groelandês: Qaqortukulooq) está localizada perto de Qaqortoq, na Groelândia. É um dos locais das maiores e mais conservadas ruínas dos Nórdicos, na região conhecida como "Assentamento Oriental" (Eystribyggð).

## História
De acordo com o Livro dos Assentamentos Islandeses (Landnámabók), a fazenda foi estabelecida pelo tio de Érico, o Ruivo, Þorkell (Thorkell) Farserkur no final do século X.
A fazenda era conhecida como Þjóðhildarstaðir (Thjódhildsstead) no momento do relatório de Ivar Bardarson, cerca de 1360. No século XIV, pertencia aos Reis da Noruega:
"Næst Einarsfirði liggr Hvalseyjarfjörðr. Þar er kirkja, sem heitir Hvalseyjarfjarðarkirkja. Hún á allan fjörðinn ok svá allan Kambstaðafjörð, sem er næstr. Í þessum firði stendur bær mikill, sem konungi tilheyrir og heitir Þjóðhildarstaðir."
"Ao lado do estuário de Einar encontra-se o fiorde de Hvalsey. Há uma igreja ali chamada Igreja do fiorde de Hvalsey. Também se estende por todo o fiorde de Kambstad, que está ao lado do mesmo. Sobre este estuário fica uma grande fazenda, que pertence ao rei e é chamado Terra de Thjodhild."
A fazenda era um importante centro no sul da Groenlândia. O sítio, que tem as ruínas de dois grandes salões de pedra, teve mais 14 casas perto de uma igreja. O antigo salão, que tem 14 metros de comprimento e 4 metros de largura, está no meio das ruínas. O mais novo salão está bem preservado mede 8 metros por 5 metros.

## Igreja

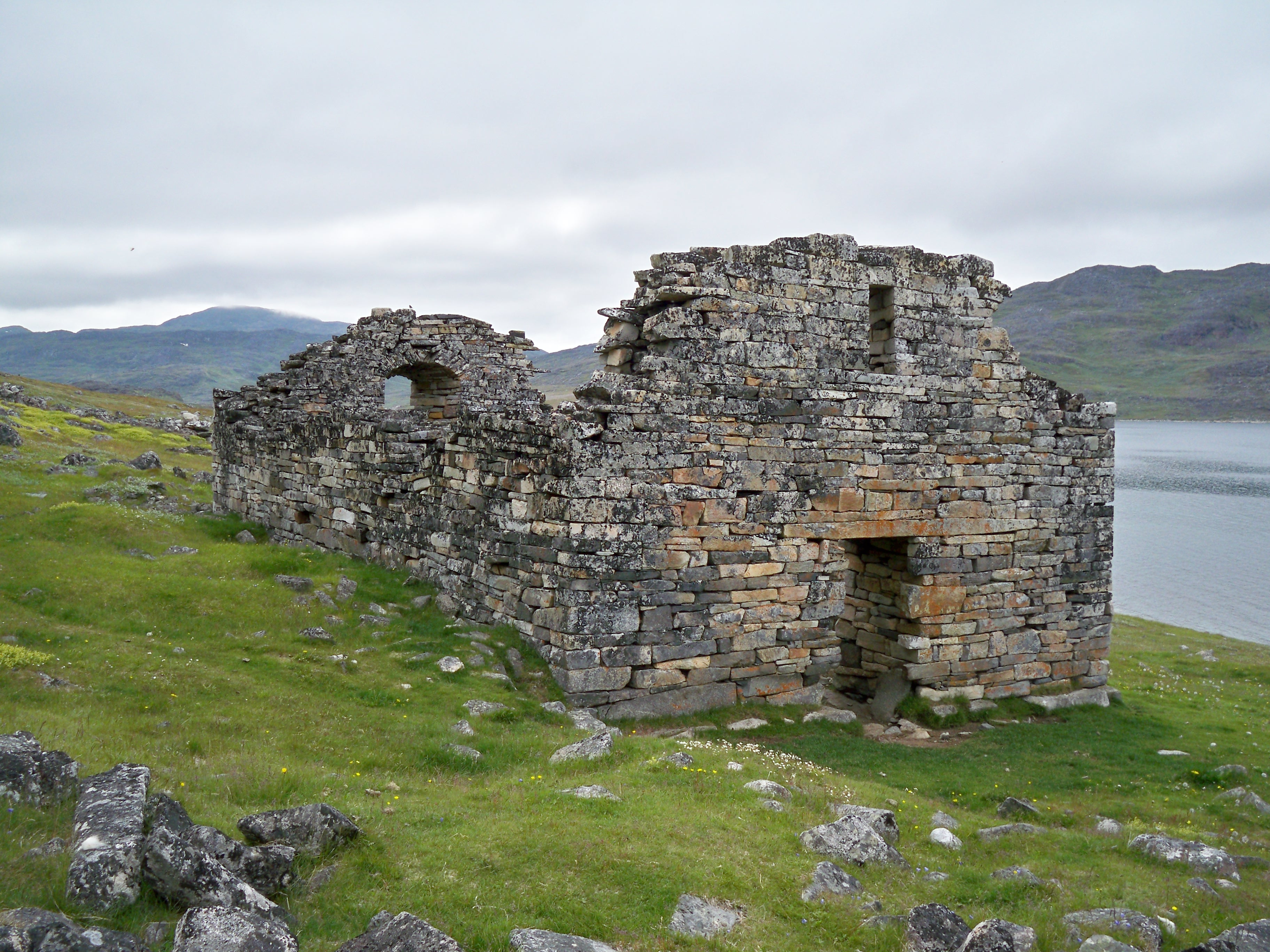
Ruínas da Igreja de Hvalsey.

A edificação da igreja, que foi erguida no início do século XII, pode ter sido construída por pedreiros escoceses e nórdicos, pois estruturas similares são encontradas na Noruega e Orkney. A igreja poderia ter sido mantida devido à propriedade real do sítio.
A casa da igreja foi excepcionalmente bem construída a partir de pedras cuidadosamente escolhidas que em alguns casos pesam mais de cinco toneladas. Suas paredes, que são até 1,5 metros de espessura, medem 16 metros por 8 metros no lado de fora. Os frontões aumentam 5 metros a 6 metros do chão e podem ter aumentado 2 m mais alto quando foi construído pela primeira vez. As paredes laterais, que teriam sido maiores quando novas, agora ficam a 4 metros. O prédio foi rebocado com conchas de mexilhão moído e teriam sido branco quando foram usados e foi coberto com madeira e telhado de grama.
Um casamento de 1408 na igreja do sítio é o último evento documentado a ocorrer durante a colonização nórdica da Groenlândia. Dois anos depois, os recém-casados islandeses, o capitão do navio Þorsteinn Ólafsson e Sigríður Björnsdóttir, retornaram à Noruega, antes de embarcarem na Islândia e se instalarem na fazenda familiar da noiva em Akrar, no norte da Islândia, em 1413. Os detalhes foram registrados em cartas entre dignitários papais na Islândia e o Vaticano.
A evidência arqueológica mostra que nos últimos cem anos os últimos assentamentos nórdicos na Groenlândia lentamente desapareceram. Demorou-se até 1721 para que uma expedição mercantil-clerical conjunta liderada pelo missionário dinamarquês Hans Egede descobrisse que as colônias nórdicas no sul da Groenlândia tinham desaparecido.